# Sitanion hystrix
Sitanion hystrix är en gräsart som först beskrevs av Thomas Nuttall, och fick sitt nu gällande namn av Jared Gage Smith. Sitanion hystrix ingår i släktet Sitanion och familjen gräs. Inga underarter finns listade i Catalogue of Life.